# Cătălin Cherecheș
Cătălin Cherecheș (n. 7 iulie 1978, Baia Mare, România) este un politician român, în prezent arestat în Germania și așteptând extrădarea în România. A fost deputat independent în Parlamentul României în legislatura 2008-2012 și primar al municipiului Baia Mare între 8 mai 2011 (USL) și 29 noiembrie 2023. 
Acesta a fost condamnat definitiv la 5 ani cu executare pentru luare de mită la data de 24 noiembrie 2023.